# Kiko Martínez (productor de cine)
Kiko Martínez (nacido como Francisco Martínez Sánchez, en Valencia, España) es un productor de cine español. Ha producido más de 25 proyectos, entre películas, documentales y series de TV, entre los que se encuentran Perfectos desconocidos, una de las películas más taquilleras de la historia del cine español.

## Reseña biográfica
Kiko Martínez nació en Valencia. Estudió Económicas en la Universidad de Valencia, aunque siempre supo que quería hacer cine. Empezó trabajando en una agencia de publicidad y en 2000 funda Nadie Es Perfecto, su productora de cine. El nombre de la productora hace honor al final de la película Con faldas y a lo loco, de Billy Wilder, de quien se confiesa gran admirador.
En 2008 fue nombrado presidente del Cluster Audiovisual Valenciá.
Entre 2008 y 2012 produce las series Senyor Retor y Singles enamora’t, ambas para Canal Nou. En 2010 estrena la serie de TV Tarancón. El quinto mandamiento, con más de 3 millones de espectadores en TVE y una media de cuota de pantalla del 18,6%. 
En 2015 Musarañas es nominada en los Goya. Esta es la primera vez que nominan a una de sus películas a los premios de la Academia. Algunas de sus películas han estado en la sección oficial de festivales como San Sebastián, la Berlinale, Sitges y Toronto.
Produce, junto a Álex de la Iglesia, algunas de sus películas, como El bar y Perfectos desconocidos. En 2017 estrena Pieles, ópera prima de Eduardo Casanova, y el documental Sara Baras. Todas las voces, sobre el proceso creativo de la bailaora flamenca Sara Baras. En 2018 [[Perfectos desconocidos]] se convierte en la décima película más taquillera de la historia del cine español, con más de 20 millones de euros recaudados en taquilla.
En 2019 estrena La pequeña Suiza y La influencia, ambas protagonizadas por Maggie Civantos, muy popular por su participación en las series Vis a vis y Las chicas del cable. 
En 2020 estrena en Netflix Orígenes secretos, que se mantiene varios días como la película más vista en la plataforma en España y varios países, y prepara el estreno de La creación de Malinche, documental dirigido por Nacho Cano, y El cover, ópera prima como director de Secun de la Rosa.
En 2021 produce A mil kilómetros de la Navidad, la primera comedia navideña en español producida para Netflix, dirigida por Álvaro Fernández Armero y protagonizada por Tamar Novas, y El juego de las llaves, la adaptación al cine de la exitosa serie mexicana. Además de producir, dirige y produce el documental Ricardo Tormo, la forja de un campeón (2003) y el cortometraje La kedada (2002).

## Filmografía
- El juego de las llaves (2022), de Vicente Villanueva
- A mil kilómetros de la Navidad (2021), de Álvaro Fernández Armero
- La creación de Malinche: Un documental de Nacho Cano (2021)
- El cover (2021), de Secun de la Rosa
- Orígenes secretos (2020), de David Galán Galindo
- La influencia (2019), de Denis Rovira
- La pequeña Suiza (2019), de Kepa Sojo
- Y en cada lenteja un Dios (2018), de Miguel Ángel Jiménez
- En las estrellas (2018), de Zoe Berriatúa
- Errementari (2017), de Paul Urkijo Alijo
- Perfectos desconocidos (2017), de Álex de la Iglesia
- Sara Baras. Todas las voces (2017), de Rafá Molés & Pepe Andreu
- Pieles (2017), de Eduardo Casanova
- El bar (2017), de Álex de la Iglesia
- Los héroes del mal (2015), de Zoe Berriatúa
- Musarañas (2014), de Esteban Roel y Juan Fernando Andrés
- Dioses y perros (2014), de David Marqués
- En fuera de juego (2014), de David Marqués
- Tarancón, memoria de una lucha (2011), de Gabriel Ochoa
- Tip & Cía (2009), de Pau Martínez
- Celuloide Colectivo (2009), de Óscar Martín
- El arte de robar (2008), de Leonel Vieira
- Exterior noche (2007), cortometraje de Eduardo Guillot
- El síndrome de Svensson (2006), de Kepa Sojo
- Amadeo, una historia real (2005), cortometraje de Eduardo Guillot
- Ricardo Tormo, la forja de un campeón (2003), de Kiko Martínez
- La kedada (2002), cortometraje de Kiko Martínez y Arturo Franco

Series de TV
- Senyor Retor (2011–2012)
- Tarancón. El quinto mandamiento (2010), de Antonio Hernández
- Singles (2008)
- El monstruo del pozo (2007), de Pau Martínez
- Omar Martínez (2005), de Belén Macías

## Distinciones
- Premio Ciudad de Tudela a la mejor película para El cover (Festival de Cine Ópera Prima de Tudela)
- Premio Joven Tudela-Cultura para El cover (Festival de Cine Ópera Prima de Tudela)
- Premio del Público para El cover (Festival de Cine de Comedia de Tarazona y el Moncayo, 2021)
- Premio Jurado Joven de la UMA al mejor largometraje para El cover (Festival de Málaga, 2021)
- Premio del Público para Errementari (Grossmann Fantastic Gilm and Wine Festival, 2018)
- Premio del Público mejor largometraje para Errementari (Festival Internacional de Cine Fantástico y de Terror de San Sebastián, 2017)
- Mejor película fantástica europea para El bar (Neuchâtel International Fantastic Film Festival, 2017)
- Premio Especial del Jurado Joven para Pieles (Festival de Málaga, 2017)
- Mejor película fantástica europea para Pieles (Imagine Film Festival de Ámsterdam, 2017)
- Premio del Público mejor largometraje para Musarañas (Dead by Dawn Horror Film Festival, 2015)
- Premio del Público mejor largometraje para Dioses y perros (Alicante Film Festival, 2014)
- Premio de la crítica para En fuera de juego (Alicante Film Festival, 2014)
- Premio del Público mejor largometraje para Dioses y perros (Festival de Cine de Comedia de Tarazona y el Moncayo, 2014)
- Premio del Público mejor largometraje para Dioses y perros (Festival Internacional de Cine de Calzada de Calatrava, 2014)
- Insomnia World Sales Export Support Prize para la mejor película para En fuera de juego (Festival internacional del cine mediterráneo de Montpellier, 2011)
- Mejor serie de ficción para Singles (Premis Tirant, 2008)
- Mejor TV Movie y Premio especial del jurado para Omar Martínez (Premis Tirant, 2005)
- Mejor TV Movie para Omar Martínez (Mostra de València, 2005)